# Miitomo
Miitomo (ミートモ, Mītomo) és una aplicació de missatgeria instantània desenvolupada i publicada per Nintendo per a dispositiu mòbils iOS i Android. Miitomo ha estat definit com un "iniciador amigable de converses", en què incentiva als jugadors, caracteritzats com a avatars Mii, a iniciar converses sobre temes diversos. L'aplicació necessita connexió a la xarxa permanent.
El gener de 2018 Nintendo va anunciar que l'aplicació tancaria el 9 de maig del mateix any.

## Característiques[3]
El primer que demana Miitomo és crear un Mii a partir d'una fotografia del seu rostre per aleshores definir altres atributs com la personalitat, veu, vestit i salutacions; no obstant també és possible importar un Mii de Tomodachi Life (3DS) mitjançant la lectura d'un codi QR. Tot seguit es poden afegir les amistats del jugador que tingui a Facebook o Twitter, però això només és possible en cas que la persona en qüestió també estigui seguint o l'hagi afegit a les xarxes socials. Per afegir a algú en concret, ambdós han de ser propers, i prémer al mateix temps als seus respectius aparells una carta del mateix símbol (copes, espases, ors o bastos). Tot seguit s'han de respondre algunes preguntes personals per millorar la definició del personatge del Mii amb la intenció d'augmentar la sintonia entre tots. Les respostes són compartides amb les seves amistats, o amb alguna en concret, encara que també es poden protegir perquè no les vegi ningú.
Es poden utilitzar les Miitomo Coins ("monedes Miitomo") o els caramels obtinguts a l'aplicació per estimular les amistats del jugador i compartir informacions personals amb aquest, per així conìxer millor a cadascun d'una manera divertida, que en definitiva aquesta és la principal proposta de Miitomo. Els daus són obtinguts a través del minijoc Miitomo Drop, una espècie de pinball on el seu Mii és la bola, i ha de rebatre els obstacles per guanyar monedes, daus o vestits. Cada sessió de Miitomo Drop costa 500 monedes. Les Miitomo Coins només poden ser guanyades interactuant amb l'aplicació o utilitzant diners reals; aleshores es pot dir que totes les principals funcions de Miitomo són realment gratuïtes.
El mode Miifoto permet crear fotografies amb el Mii del jugador utilitzant una immensa varietat d'efectes especials de l'aplicació, o inserir el Mii a fotografies capturades amb el seu telèfon intel·ligent o tableta. Aquestes imatges poden ser compartides amb les seves amistats i a xarxes socials diverses com Facebook, Twitter, Google+, Instagram, LINE, etc.
És possible connectar el perfil de Miitomo al compte corresponent al programa de fidelitat My Nintendo, permetent així que les dades gravades a l'aplicació siguin emmagatzemades al núvol. El simple fet d'enllaçar els dos serveis ja garanteix algunes Platinum Points per al seu compte de My Nintendo. Completant tasques simples al mode "My Nintendo Missions" també ofereix Platinum Points.

## Actualitzacions
- 1.1.0 (Android) / 1.0.1 (iOS) - 17 de març de 2016 (Japó) - Versió inicial.
- 1.0.2 - 19 de març de 2016 (Japó) - Corregeix un error de programació que feia que l'aplicació es bloquegés cada cop que s'intentés connectar a un compte de Twitter que tingués molts seguidors o que utilitzés un .gif animat a la seva foto de perfil.[4]
- 1.1.0 - 30 de març de 2016 (Japó) - Les novetats són: funció que permet afegir amistats de les seves amistats, ara els amics mutus ara apareixen a la llista de suggeriments d'amistats, s'afegeix el botó "View Online Answers" ("veure respostes online") a la pantalla "All Answers" ("totes les respostes"), canvi de hashtag i d'imatge al compartir una resposta a la versió esdeveniment i correccions generals d'errors.[5]
- 1.1.2 (Android) - 4 d'abril de 2016 (Occident) - Corregeix alguns errors.[6]
- 1.1.1 (iOS) - 5 d'abril de 2016 (Occident) - Corregeix alguns errors.[7]
- 1.1.3 (Android) - 19 d'abril de 2016 (Occident) - Augment de la velocitat d'alguns processos de l'aplicació i reparació de bugs.[8]
- 1.2.0 (Android/iOS) - 11 de maig de 2016 - Afegeix un recurs per convidar amics via e-mail, SMS, etc.; les peticions d'amistat i bloqueig poden ara ser efectuades a partir de la llista de comentaris i de cors (heart); Miifotos ara poden ser editades directament a la llista de comentaris; l'opció "Answer" s'ha afegit a la secció "All Answers"; i s'implementen altres correccions d'errors i augmenta la velocitat.[9]
- 1.2.3 (Android/iOS) - 30 de maig de 2016 - Corregeix alguns errors.[10]
- 1.3.0 (Android/iOS) - 30 de juny de 2016 - S'afegeixen opcions per compartir imatges i respostes (via WhatsApp i Facebook Messenger); augment de les opcions de servei per compartir i enviar convidats (incloent WhatsApp); s'ensenya un menú de conversa quan estigui parlant amb el Mii; es poden explicar les novetats en qualsevol moment quan l'usuari estigui parlant amb el seu Mii; una pregunta del dia serà exhibida al quadre d'activitat recent; el bonus de progressió diari ara es podrà comprovar en qualsevol moment; Miis notables (Star Accounts) visitaran la sala del jugador, els podrà seguir i escoltar les seves respostes (sempre que el país estigui confirmat al Japó); al clicar a Links a la secció Answers o als Comments es poden obrir aquests enllaços al navegador d'internet; límit de Popularity Level i de Style Level són augmentats a 30; Suïssa, Mèxic i Sud-àfrica són afegits a les configuracions de la regió; més velocitat i correcció de bugs.[11][12]
- 1.4.0 (Android/iOS) - 28 de juliol de 2016 - Afegeix el següent: un nou minijoc anomenat Drop Candy (en què el seu objectiu és llençar dolços a una taula perquè caiguin a un dels espais amb premis a l'altre costat, encara que hi ha alguns bastons al mig que dificulten la seva trajectòria) trencar un on es poden obtenir ingressos, ara es poden escoltar les respostes dels amics al visitar les seves sales sense utilitzar dolços, ara es pot triar si veure o no la Miifoto del dia, es poden triar quines respostes d'amics es volen escoltar, es pot triar qui visita la seva sala de joc, es millora la qualitat d'imatge quan es desa una Miifoto, s'afegeix el portuguès brasiler dins els idiomes disponibles ie s corregeixen errors i s'optimitza el rendiment.[13]
- 1.4.1 - 8 d'agost de 2016 - Corregeix alguns errors.[14]
- 2.0.1 - 10 de novembre de 2016 - Afegeix: l'habilitat de parlar directament amb amics amb l'opció de "missatges" (es pot afegir també l'expressió al reaccionar-hi); l'habilitat de personalitzar la seva habitació amb plantes i fons de pantalla disponibles al minijoc Suelta Mii; l'habilitat d'utilitzar les seves imatges preferides de la seva habitació com a pòsters, on algunes de disponibles es poden adquirir a una àrea especial dins la botiga; l'habilitat de compartir els seus estils amb el món amb la secció "central d'estil", i les seves respostes mitjançant la secció "central de respostes" (compartint-les es guanyen monedes a My Nintendo); l'habilitat de crear personatges "companys Mii" que tindran la seva pròpia habitació (es poden tenir fins 100 per al Mii principal); l'habilitat de comprovar respostes a la seva línia de temps (així com per mirar la decoració dels amics); reducció de la mida digital de l'app, i disponibilitat ampliada a més països, com Portugal, Noruega, Suècia, Dinamarca i Finlàndia.[15]
- 2.0.2 - 19 de novembre de 2016 - Corregeix alguns errors.
- 2.1.0 - 8 de desembre de 2016 - Els Mii aliats ara també poden respondre preguntes; s'afegeix l'àrea "Central de Companys" on es poden compartir les respostes dels Mii aliats amb altres usuaris de l'aplicació; els símbols emoji a les respostes dels Mii ara tenen efectes sonors concrets; diverses millores de rendiment.[16]
- 2.2.0 - 8 de febrer de 2017 - Historial de Miifotos, possibilitat d'inserir imatges a les respostes, personalitzar biografia al perfil, a l'enviar una petició d'amistat es pot enviar un missatge, un fons de pantalla Miitomo es pot utilitzar com a fons a les Miifoto, es pot triar el vestit del Mii quan aquest porti un missatge, ítems diaris inclouen variacions de color, corregeix alguns errors.
- 2.2.1 - 15 de febrer de 2017 - Corregeix alguns errors.
- 2.2.2 - 10 d'abril de 2017 - Corregeix alguns errors.
- 2.3.0 - 31 d'agost de 2017 - El mode de disseny del Mii s'adapta al de Nintendo Switch, corregeix alguns errors.
- 2.3.1 - 25 de setembre de 2017 - Corregeix alguns errors.
- 2.3.2 - 11 de desembre de 2017 - Corregeix alguns errors.
- 2.4.0 - 25 de gener de 2018 - L'última actualització de l'aplicació, deixa de vendre's moneda Miitomo.

## Desenvolupament i llançament
Miitomo va ser anunciat per primer cop el 25 d'octubre de 2014. Nintendo es va associar amb DeNA per aprofitar el seu coneixement de les plataformes mòbils com a part de la iniciativa de Nintendo per entrar al sector dels dispositiu mòbils.
Miitomo va sortir per a dispositius mòbils iOS i Android el 17 de març al Japó i va sortir el 31 de març a altres quinze països (tot i els rumors que van aparèixer): Regne Unit, Irlanda, França, Bèlgica, Alemanya, Àustria, Luxemburg, Espanya, Itàlia, Holanda, Rússia, Austràlia, Nova Zelanda, Japó, Estats Units i el Canadà; a partir del 17 de febrer de 2016 era possible fer una preinscripció per a Miitomo utilitzant Nintendo Network ID, Facebook, Twitter, Google o per correu, i així també seran notificats sobre el llançament del programa mentre reben Platinum Points de regal. Durant el seu llançament, estarà disponible en les llengües anglès, francès, alemany, castellà, italià, holandès, rus i japonès.
El 30 de juny de 2016 l'aplicació va sortir a Suïssa i a Mèxic, i en aquest últim totes les persones que van descarregar un Nintendo Network ID i van baixar l'aplicació van rebre un barret de Mario per utilitzar al seu Mii. L'aplicació va sortir al Brasil el 28 de juliol oferint el mateix regal.
El 25 de gener de 2018 Nintendo va anunciar que ja no es podria utilitzar la moneda del joc i que aquest i els seus servidors tancarien el 9 de maig de 2018.

## Recepció
La reacció del mercat financer quan va ser anunciat amb el seu nom el 29 d'octubre de 2015 no va ser gaire positiva, amb les accions de Nintendo caient prop d'un 9%, ja que s'esperava un joc relacionat amb sèries populars com Mario o Zelda. No obstant això, el 17 i el 18 de març Miitomo va ser la segona aplicació més baixada a l'App Store japonesa, i la primera en la categoria de social. Tres dies després de la seva estrena al Japó es va fer públic que ja havia superat el milió d'usuaris a la regió. A data de 22 de març de 2016, Miitomo era l'aplicació gratuïta líder en descàrregades a la Play Store japonesa, davant de competidors de pes com Puzzle & Dragons, LINE i Yahoo! Japan; a més, l'èxit de l'aplicació al Japó va provocar que les accions de Nintendo pugessin un 8,2%, i el valor de cadascuna d'elles fos de 16.515 iens, rècord no registrat des del febrer de 2015. L'aplicació va ser la més descarregada a l'App Store nord-americana almenys durant l'1 d'abril, el mateix dia en què Nintendo of Europe va revelar que Miitomo ha estat descarregat com a mínim tres milions de vegades a tot el món. El 4 d'abril es va saber que l'aplicació es va descarregar un milió de cops a la Play Store americana. Segons la firma Sensor Tower, l'aplicació va ser descarregada més d'1,6 milions de vegades en ambdues plataformes a Amèrica del Nord a data de 9 d'abril de 2016.
Segons dades publicades per l'empresa de desenvolupament d'enquestes online SurveyMonkey fet públic a l'abril de 2016, l'aplicació Miitomo, comptaria actualment amb una base activa de quatre milions d'usuaris per mes. D'aquest total, prop d'un milió d'usuaris accedia a l'aplicació dos o tres cops al dia, i l'utilitzaven aproximadament vuit minuts. La companyia revelà també que Miitomo va ser baixat 2,6 milions de cops només aquesta última setmana, amb 370 mil descàrregues diàries; dos terços d'aquest resultat es referien a descàrregues fetes amb el sistema iOS. Parlant de monetització, l'estimativa era que Nintendo tenia facturat 280 mil dòlars amb Miitomo tota la setmana, sent que el 80% d'aquesta renda venia d'operacions efectuades en sistemes iOS, i 20% de sistemes Android. La mitjana que cada usuari gastava per dia a l'aplicació era de tres a quatre centaus de dòlar, el que, segons SurveyMonkey, és un nombre bastant saludable per a una aplicació social com Miitomo, principalment per ser tant recent.